# Niphotragulus batesi
Niphotragulus batesi là một loài bọ cánh cứng trong họ Cerambycidae.